# Wasserpilz (Schwimmbadeinrichtung)

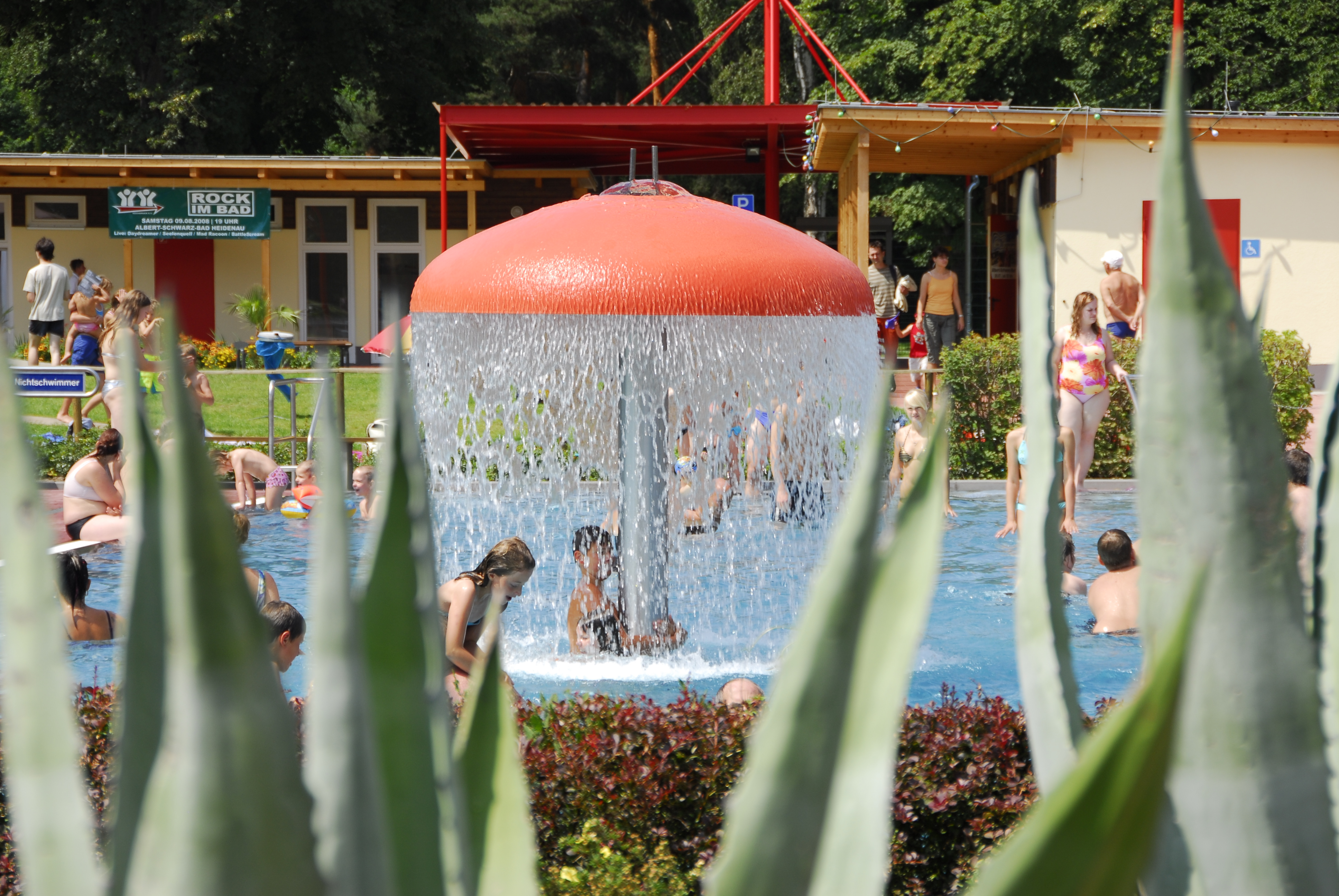
Wasserpilz

Unter einem Wasserpilz versteht man eine Attraktion in Freizeitbädern, bei der im Nichtschwimmerbecken wasserfallartig Wasser aus einer pilzförmigen Konstruktion ins Becken stürzt.
Der Wasserpilz wird in einer Tiefe, die geringer als 1,35 m ist, eingebaut. Das Wasser zum Betrieb des Wasserpilzes wird im unteren Bereich der Beckenwand entnommen.